# José Joaquín Saura
José Joaquín Saura García (Sabadell, Barcelona, España, 9 de junio de 1961) es un exfutbolista español que se desempeñaba como defensa.

## Clubes
| Club                 | País   | Año       |
| -------------------- | ------ | --------- |
| C. E. Sabadell F. C. | España | 1980-1982 |
| Real Zaragoza        | España | 1982-1983 |
| C. E. Sabadell F. C. | España | 1984-1993 |